# PortAventura Park
|  | No s'ha de confondre amb PortAventura World. |

PortAventura Park és un parc temàtic situat al complex turístic de PortAventura World, a Salou i Vila-seca (Tarragonès). Va obrir el primer de maig de 1995 i es divideix en sis àrees temàtiques: Mediterrània, Polinèsia, Xina, Mèxic, Far West i SésamoAventura. Entre la quarantena d'atraccions destaquen les muntanyes russes emblemàtiques Dragon Khan —que va batre el rècord del món amb vuit inversions—, Furius Baco —la més ràpida d'Europa fins al 2009— i Shambhala, una hypercoaster inaugurada com la més alta d'Europa.
És el parc temàtic més visitat dels Països Catalans i el sisè d'Europa, amb 3.750.000 visitants l'any 2022.

## Història

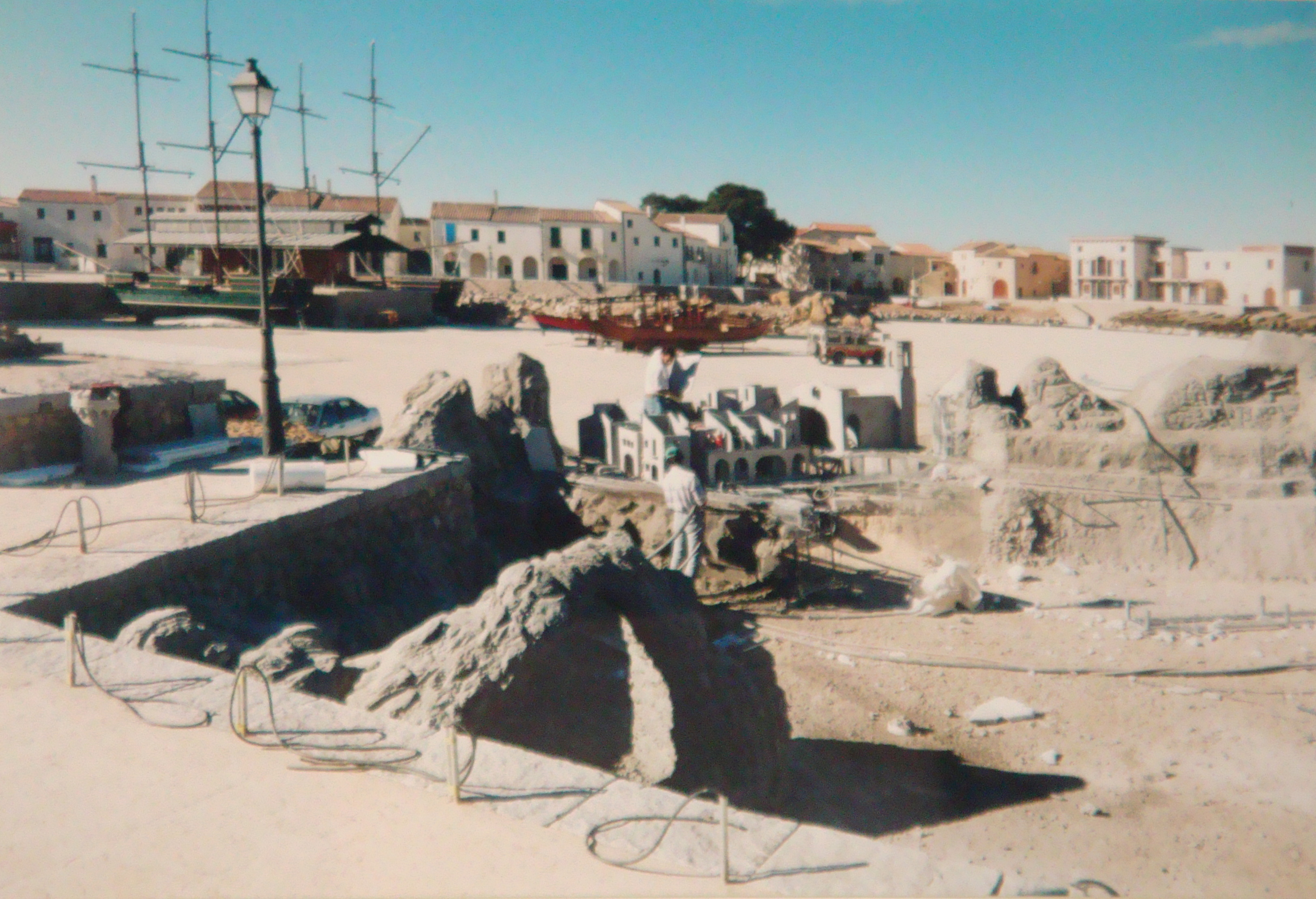
Construcció de l'àrea de Mediterrània.

Després que les aspiracions catalanes d'acollir la seu europea de Disneyland fossin descartades a favor de París el 1985, la Generalitat i els ajuntaments de Vila-seca i Salou van continuar promovent la instal·lació d'un gran parc temàtic a Catalunya. L'empresa estatunidenca Anheuser Busch s'hi va mostrar interessada, però la segregació del municipi de Salou respecte de Vila-seca (1989) va posar en risc l'operació. Finalment el projecte se salvà per la intervenció del financer Javier de la Rosa, i un decret de la Generalitat (152/1989, de 23 de juny) aprovà la instal·lació del centre recreatiu i turístic. A partir de llavors Anheuser Busch passava a ser accionista minoritari, i amb la incorporació de l'empresa Grand Tibidabo de De la Rosa es constituí la societat Grand Península, que es convertí en la impulsora del projecte. El parc en què treballaven s'anomenava llavors Tibi-Gardens.
Les obres van començar l'agost del 1992. El 1993 esclata el cas KIO que implica Javier de la Rosa en uns escàndols financers, motiu pel qual Grand Península és obligada a sortir del projecte. El 1994 es confirma l'entrada de nous inversors: The Tussauds Group, una filial del grup Pearson (40,10%), La Caixa (33,19%), Anheuser Busch (la promotora inicial, que manté el 19,90%) i FECSA (6,79%).
El parc va obrir el primer del maig del 1995 ja amb el nom de Port Aventura, en una inauguració amb el president de la Generalitat de Catalunya, Jordi Pujol. L'obertura per al públic general va ser l'endemà. Tenia 28 atraccions i nou espectacles: s'hi havien invertit 48.000 milions de pessetes. El principal reclam era la muntanya russa Dragon Khan, que va batre el rècord del món amb vuit inversions. La primera temporada va tenir 2.700.000 visitants.
El 1996 es construí l'estació de Renfe de Port Aventura, que connecta el parc amb Barcelona i Tortosa. El 1997 arribaren les primeres novetats amb la inauguració de dues muntanyes russes de fusta a l'àrea del Far West: Stampida i Tomahawk, però el 5 de juliol va morir un passatger en un accident i Stampida romangué tancada la resta de la temporada.
El 1998 The Tussauds Group va vendre la seva participació al parc per 58 milions de lliures. És el moment en què Universal Studios passa a ser accionista (37%) i a la vegada s'encarrega de l'explotació del parc. La resta de les accions del grup britànic (3,5%) van ser adquirides per Acesa, controlada per La Caixa. A més, també sortí de l'accionariat FECSA, que vengué la participació a Acesa. Per a fer palesos aquests canvis, l'any següent es canvià el nom del parc a Universal's Port Aventura. Les principals aportacions d'Universal en aquesta etapa són la mascota del parc, Woody Woodpecker; l'espectacle pirotècnic FiestAventura i les atraccions Sea Odissey (un simulador) i Templo del Fuego.
El 2002 es va crear el complex turístic Universal Mediterranea integrat per l'Hotel Port Aventura, l'Hotel El Paso, el parc aquàtic Universal Costa Caribe i el parc temàtic Universal Port Aventura.
El 2004 Universal vengué les accions a La Caixa, que esdevingué gestora del parc amb el 80%. Així, Universal abandonava la propietat però mantenia la llicència d'explotació de la marca. Un any després, La Caixa es convertí en accionista únic del parc a causa de la sortida d'Anheuser Busch. El nom canvià a PortAventura Park; es va suprimir l'espai tipogràfic per poder registrar el nom. La novetat de la temporada és l'atracció de caiguda lliure Hurakan Condor. El 2007 s'inaugurà una muntanya russa basada en l'acceleració, Furius Baco, la més ràpida d'Europa. El 2008 es van fer notar els efectes de la crisi econòmica i el parc registrà una caiguda de visitants del 10,8%.
L'italiana Investindustrial entrà a l'accionariat el 2009 com a soci paritari amb Criteria CaixaCorp. La sisena àrea temàtica del parc obrí el 2011: SésamoAventura, basada en els personatges de Barri Sèsam i destinada al públic infantil. El 2012 s'inaugurà la muntanya russa Shambhala, de tipus hypercoaster, que va batre tres rècords europeus: la muntanya russa més alta d'Europa (76 metres), la caiguda més alta (78 metres) i la hypercoaster més ràpida (134 km/h). El 2012 Investindustrial comprà les accions de Criteria Caixa Corp i s'adjudicà el 100% del capital social de l'empresa. L'any següent l'estatunidenca KKR adquireix el 49,9% de les accions. El 2014 obrí una nova atracció aquàtica del tipus Splash Battle (la més llarga d'Europa) anomenada Angkor, ambientada en el temple d'Angkor Vat, a Cambodja. El 2015 es va renovar Stampida i es canvià una part del recorregut per a fer-la una muntanya russa suau i sense vibracions. També es van canviar els trens a Tomahawk.
La temporada 2018 se celebrà el vintè aniversari del parc amb una atracció que simula la casa de Woody Woodpecker. El 2019 es va estrenar Street Mission, una atracció interior amb vídeo mapping i animatrònica ambientada al voltant dels personatges de Barri Sèsam. El 2020 el parc obrí durant un període reduït a causa de la pandèmia de COVID-19.
El 17 de juny de 2023 s'innaugura l'atracció Uncherted: El Enigma de Penitence, una muntanya rusa que combina les acceleracions LSM, l'ús de pantalles i altres efectes com els girs sobre el propi eix del vagó, inspirada en la pel·lícula i saga de videojocs Uncharted. El setembre d'aquest mateix any es va anunciar que Investindustrial i KKR posaven a la venda el complex turístic per uns mil milions d'euros.

## Àrees temàtiques
Els sis mons de PortAventura Park disposen tots d'atraccions, espectacles, restauració i botigues. L'entrada es fa per la Mediterrània, on es recrea un poble de pescadors de la Costa Daurada. A la Polinèsia dominen la vegetació i les atraccions exòtiques. La Xina està dividida en la part baixa, rural, i la part alta, imperial; es recrea l'època de la dinastia Song, pels volts de l'any 1100. També està dividit en dues parts Mèxic: el Mèxic maia i el colonial. L'àrea del Far West, d'estil estatunidenc, és la més extensa del parc. SésamoAventura és l'única àrea construïda després de la inauguració de Port Aventura; oberta el 2011, està pensada per als nens, amb temàtica de Barri Sèsam. La Mediterrània, la Xina i el Far West estan connectades per tren, i la Mediterrània i la Xina també per barca.

### Mediterrània
La Mediterrània és l'àrea d'entrada al parc i recrea un poble català de costa amb ajuntament, plaça major i passeig marítim, banyat per un llac que porta als altres mons. Al projecte de Grand Península aquesta àrea s'anomenava Catalunya. Té tres atraccions i una varietat de botigues i punts de restauració, així com un espectacle nocturn al llac:
- Furius Baco: Muntanya russa inaugurada el 2007 com la més ràpida d'Europa, i que accelera de 0 a 135 km/h en només 3,5 segons.
- Estació del Nord: Estació de ferrocarril per on passa el tren de vapor que fa la volta al parc. Connecta amb SésamoAventura i amb el Far West.
- Port de la Drassana: Vaixells de transport que recorren el llac del parc, i permeten als viatgers moure's cap a la Xina (fora d'ús).

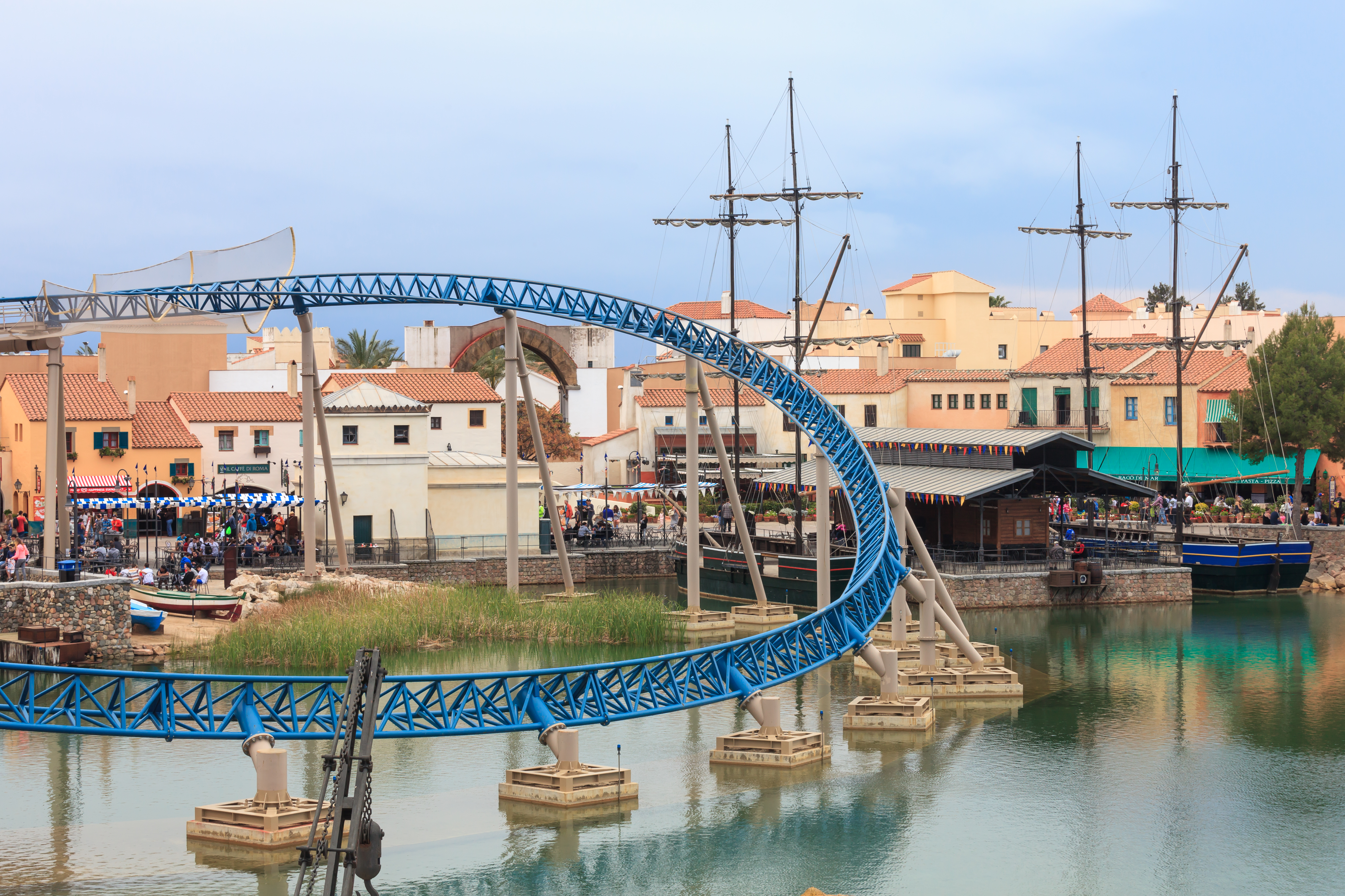
Llac de Mediterrània i Furius Baco
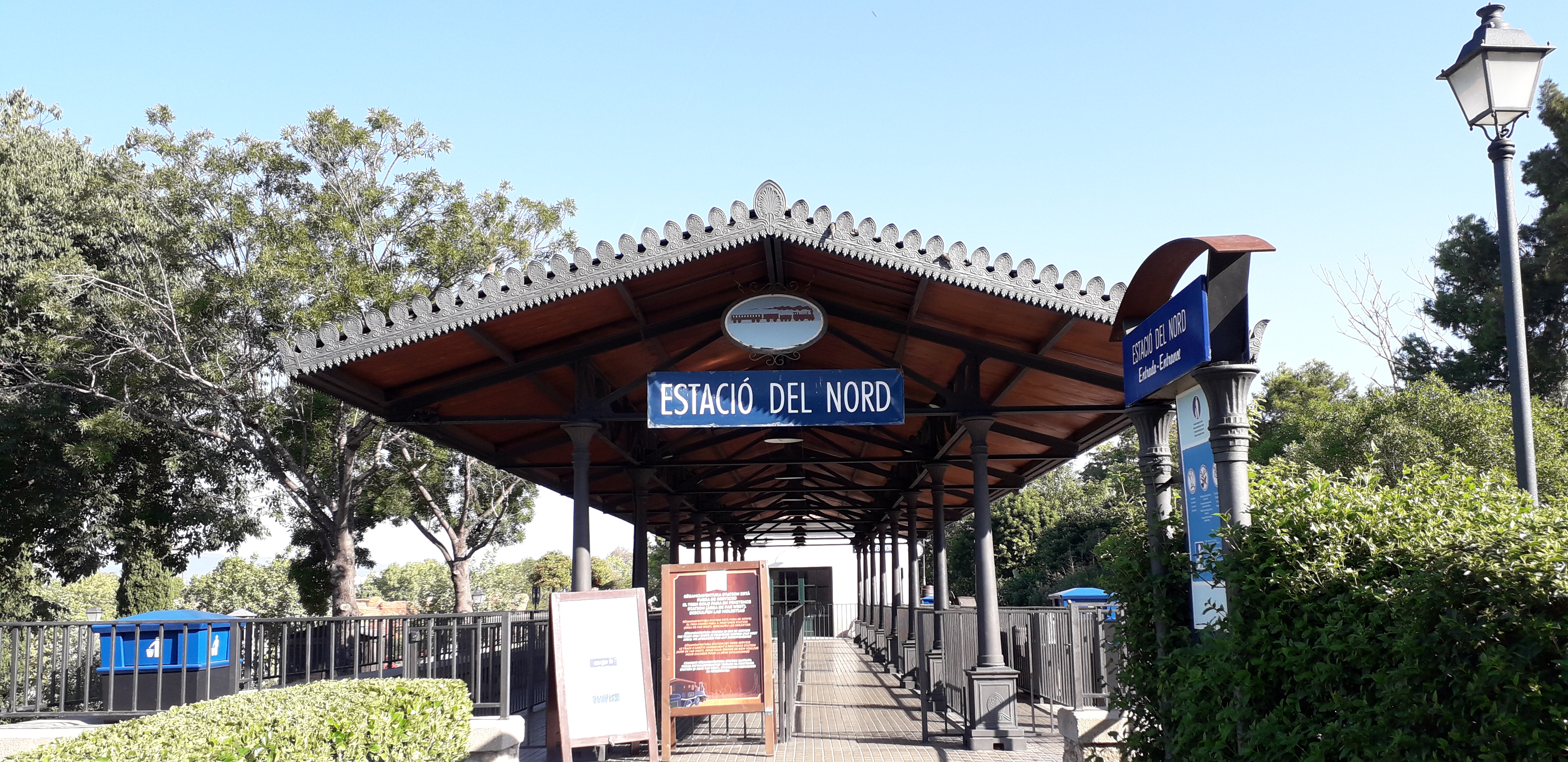
Estació del Nord
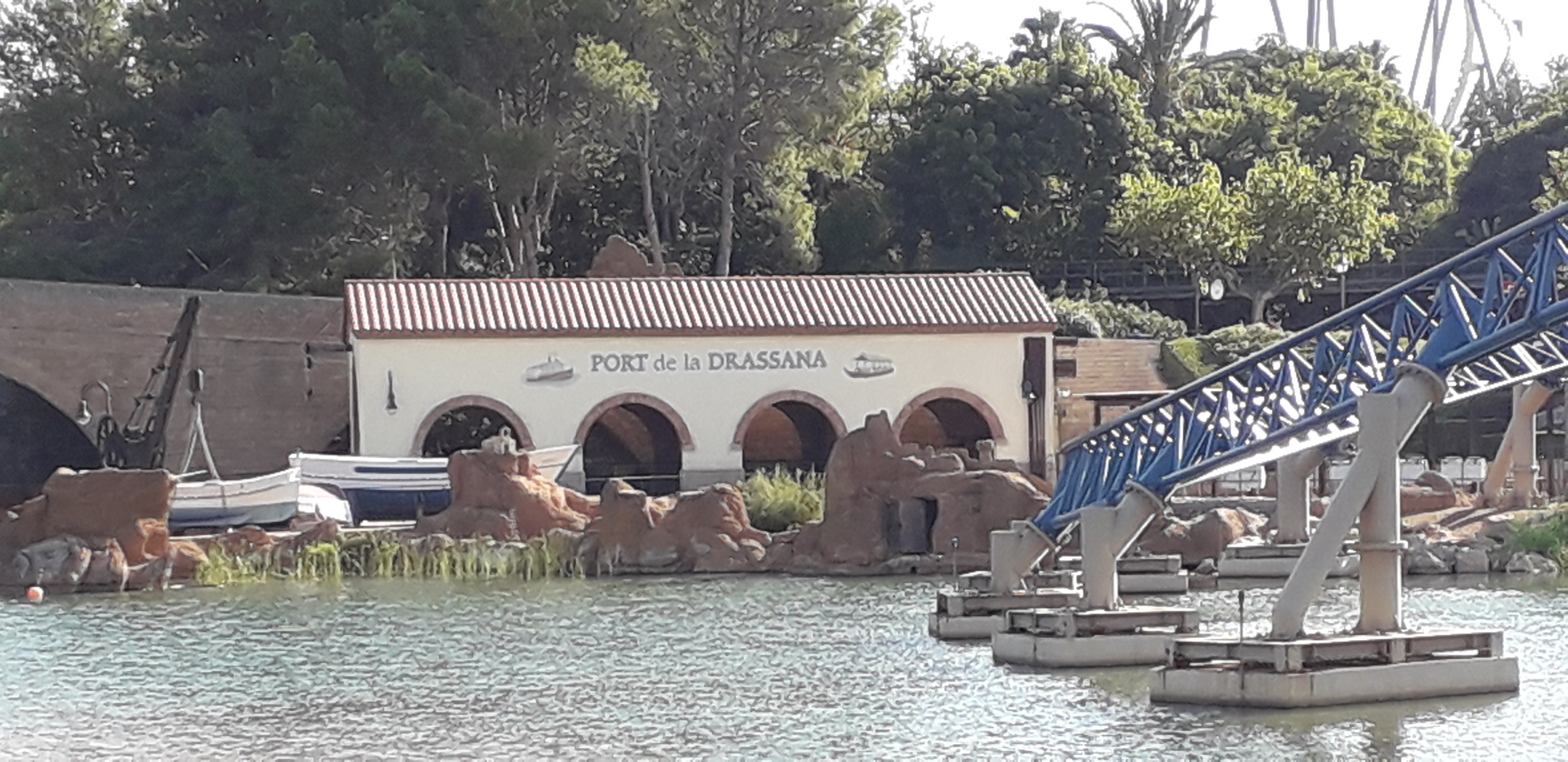
Port de la Drassana

### Polinèsia
La Polinèsia està ambientada al segle xviii, quan el capità Cook va explorar les illes. La decoració inclou una gran vegetació i més de sis-centes palmeres. És una àrea amb menys atraccions i amb més pes dels espectacles: hi ha funcions de danses tradicionals i d'ocells exòtics.
- Tutuki Splash: Atracció moderada per a joves i adults, on diverses barques fan un recorregut per rails submergits, amb dues baixades d'un voclà que remullen els passatgers.
- Canoes: Atracció infantil d'aigua. Es tracta de petites canoes, amb capacitat per a una o dues persones, que fan un curt recorregut en rails submergits, amb lleus pujades i baixades.
- Kon-Tiki Wave: Vaixell pirata que es balanceja fins a situar-se perpendicularment al llac sobre el qual es troba.

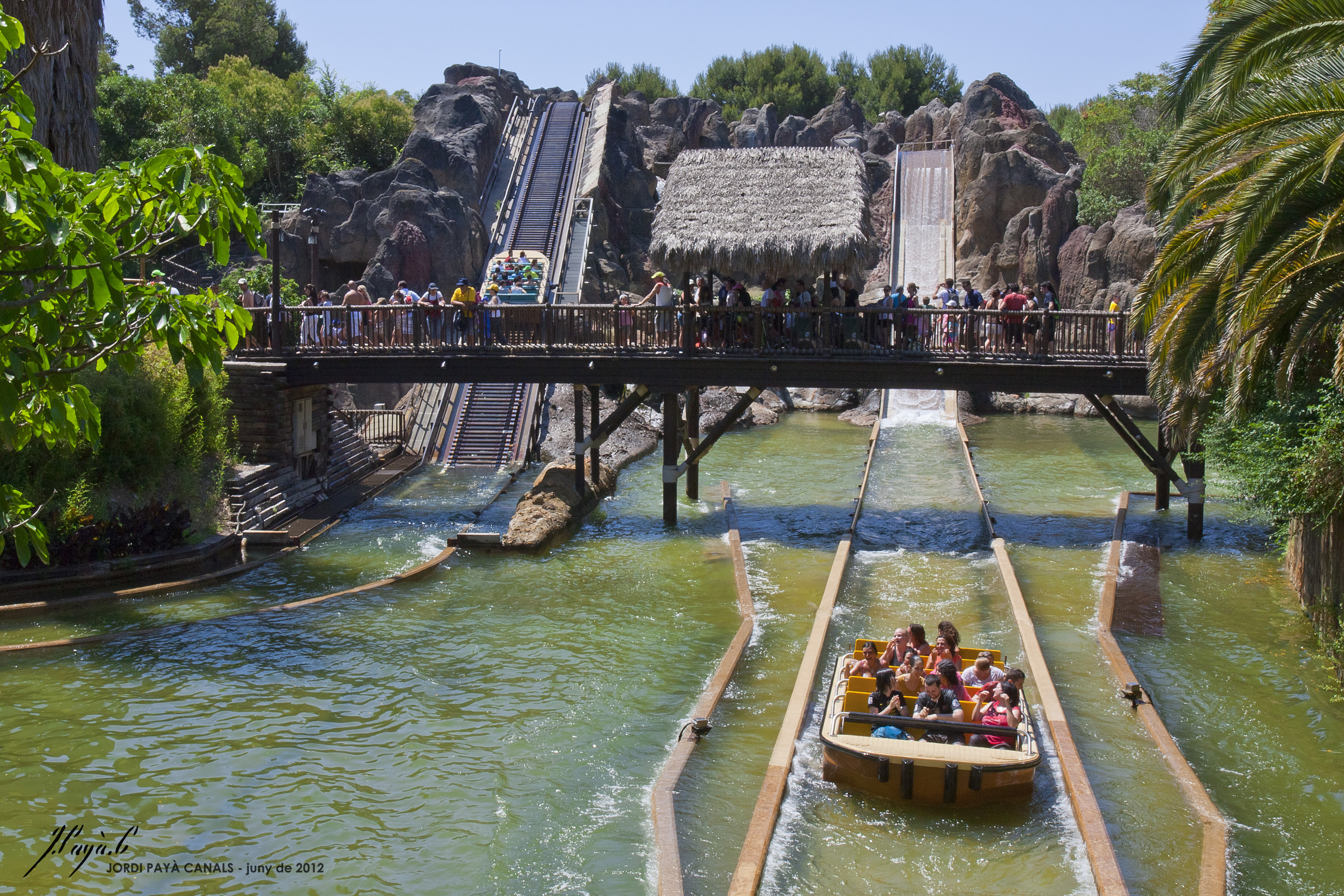
Tutuki Splash
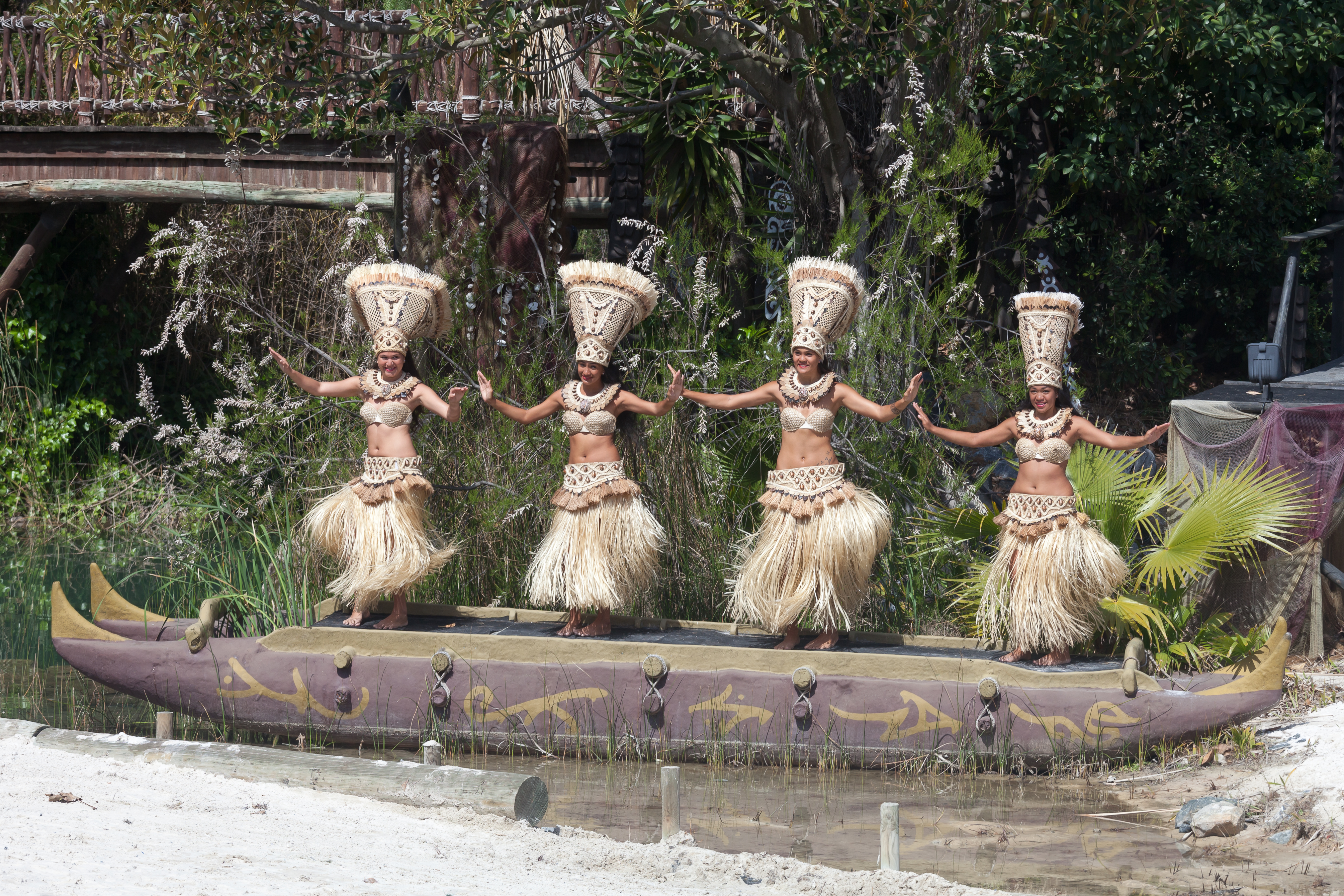
Espectacle de dansa
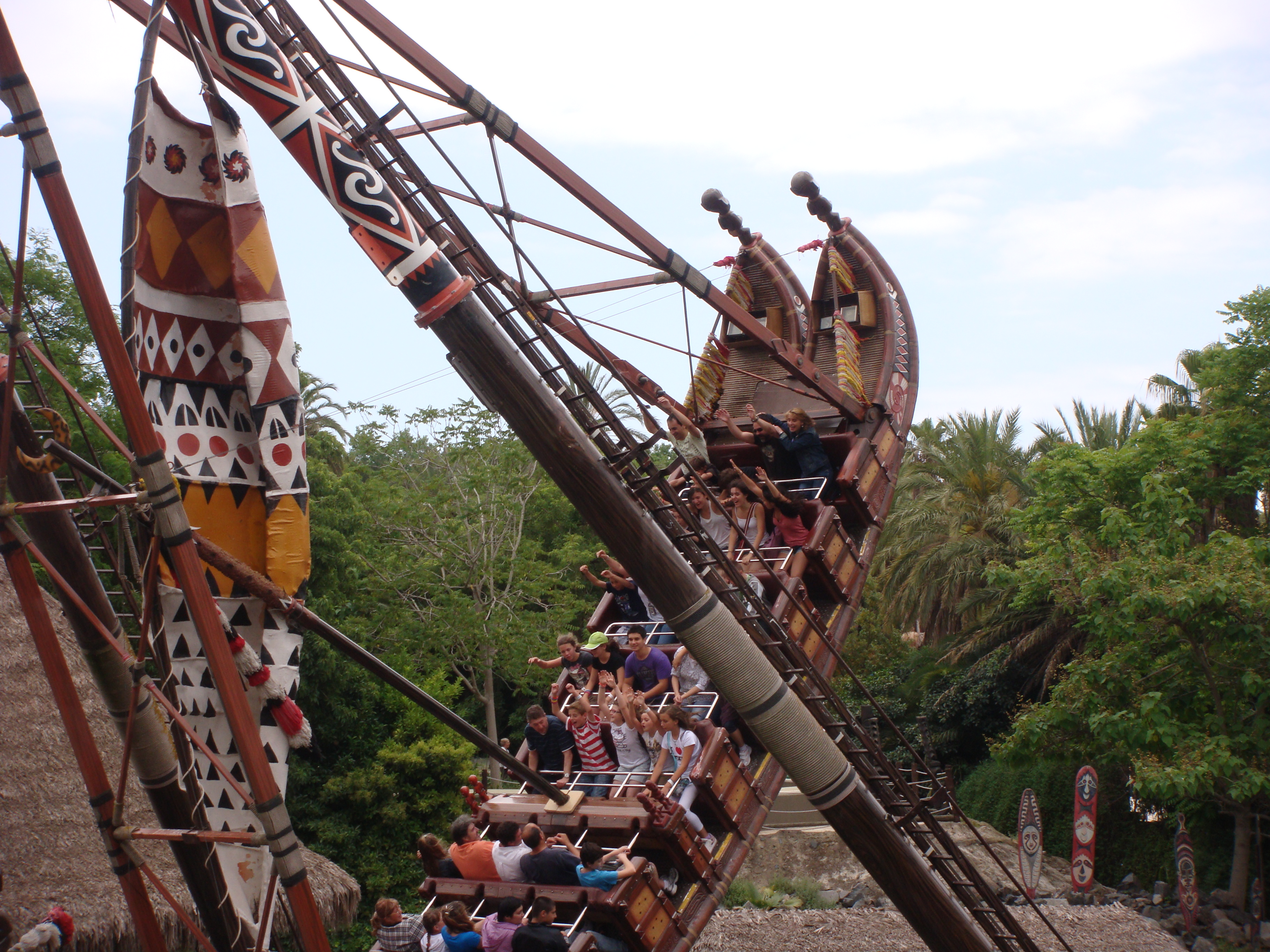
Kon-Tiki Wave

### Xina
La Xina està dividida en dues zones: la part baixa, rural, i la part alta, imperial, unides per una rèplica de la Gran Muralla. Es recrea l'època de la dinastia Song, pels volts de l'any 1100. A la part alta s'hi troben dues de les atraccions emblemàtiques del parc: el Dragon Khan i Shambhala. Aquesta darrera està ambientada en el regne de Shambhala a l'Himàlaia. Així mateix, Angkor se situa a Cambodja.
- Dragon Khan: És la muntanya russa icònica del parc des que va obrir les portes al públic. Arriba a velocitats de 110 km/h i compta amb 8 inversions, una de les quals va ser durant molts anys la inversió més gran del món.
- Shambhala: Expedició a l'Himàlaia: Gran muntanya russa de tipus hypercoaster que va ser inaugurada el maig de 2012.
- Angkor: Atracció estil splash battle inaugurada el 2014, de 300 metres de recorregut i ambientada en el temple d'Angkor Wat.
- Tea Cups: Atracció per a totes les edats, es tracta de diverses tasses que simulen porcellana xinesa i giren sobre si mateixes al mateix temps que giren al voltant d'una tetera gegant.
- Cobra Imperial: Serp que es persegueix la cua i gira al voltant del seu propi cap, fent lleus pujades i baixades a velocitat moderada.
- Waitan Port: Mitjà de transport per aigua que uneix la Xina amb la Mediterrània (fora d'ús).
- Àrea infantil: inclou les atraccions Globus, Cometes i un parc infantil amb múltiples tobogans.

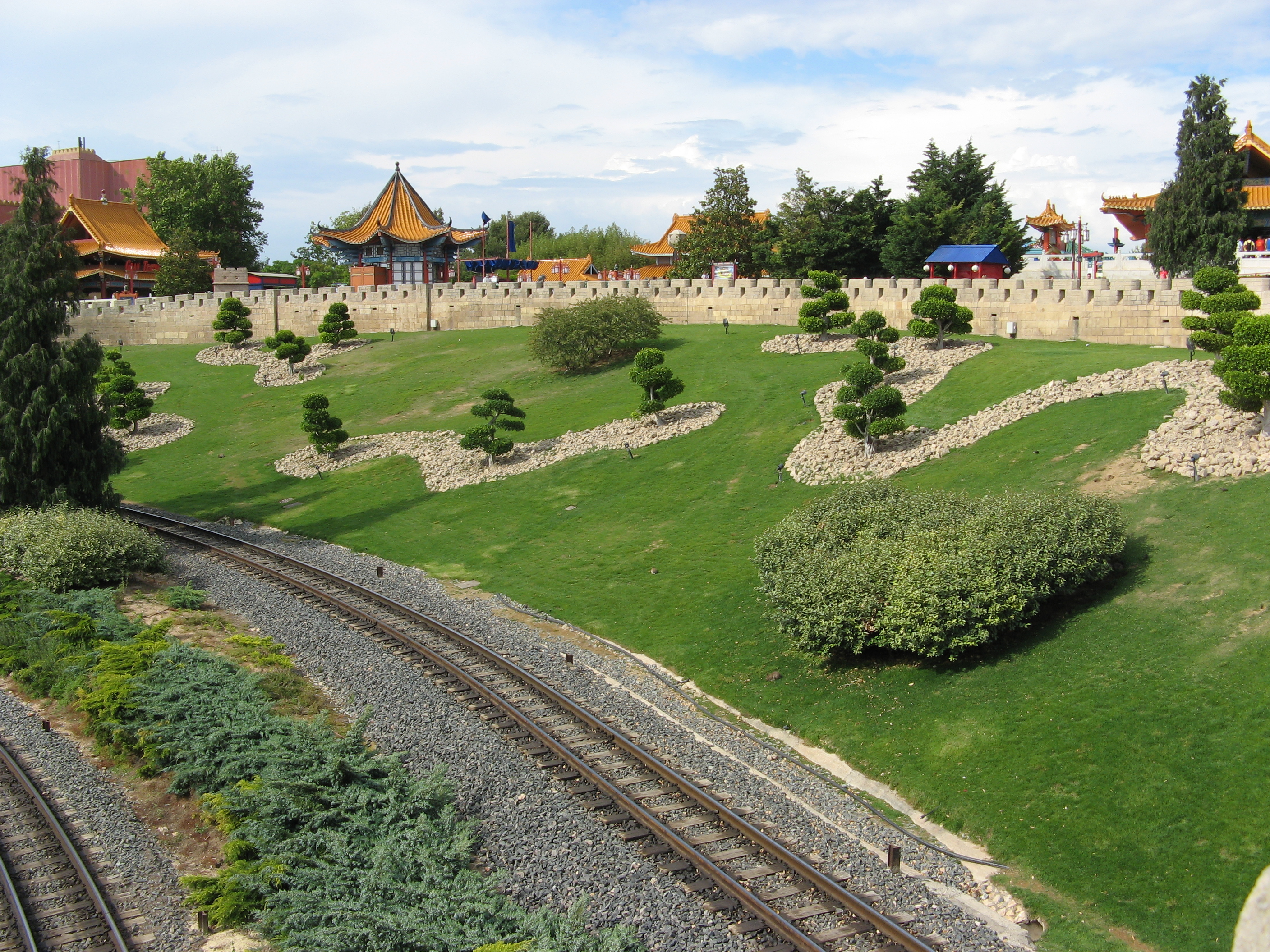
Gran Muralla a la part alta
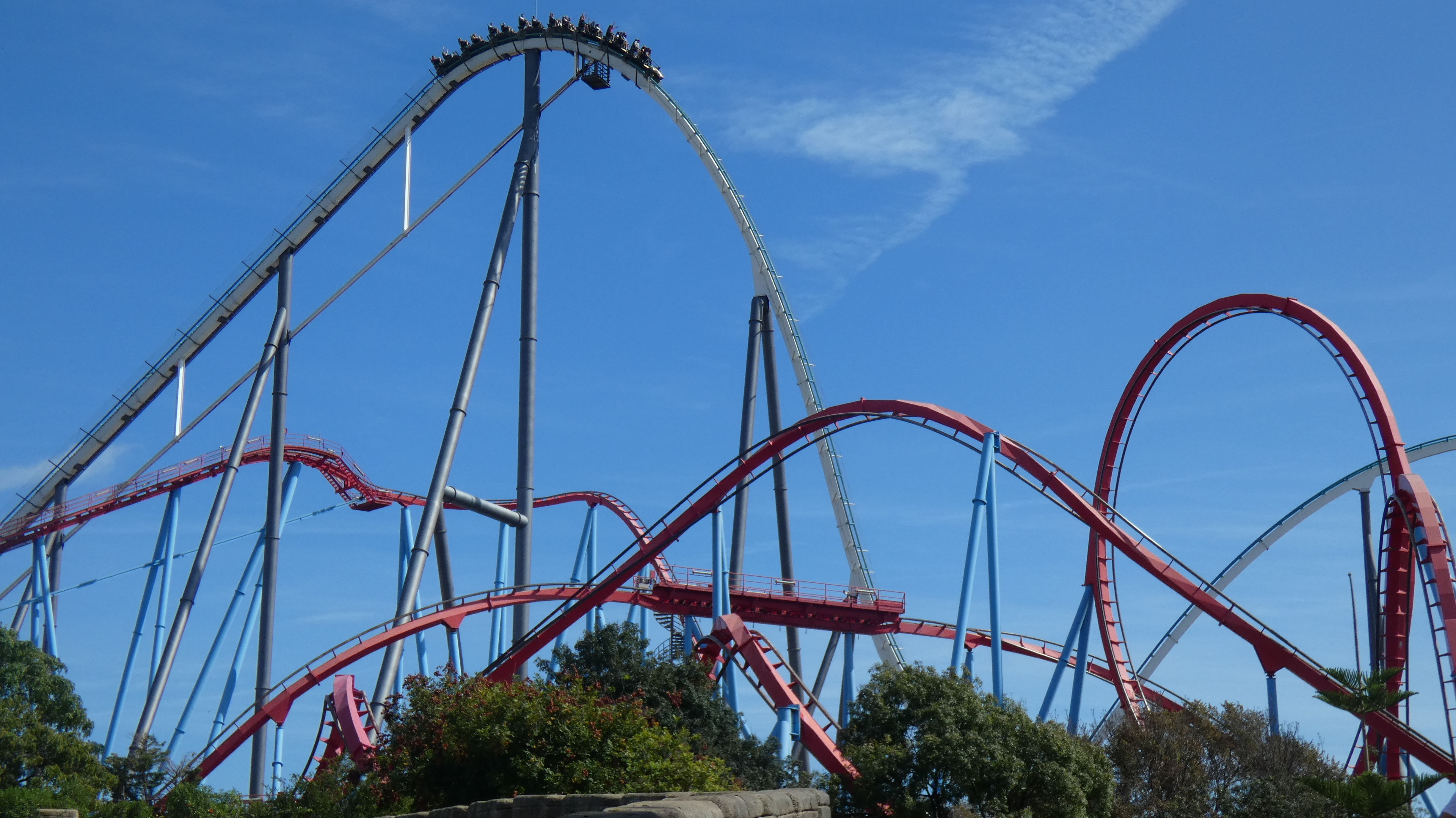
Dragon Khan i Shambhala
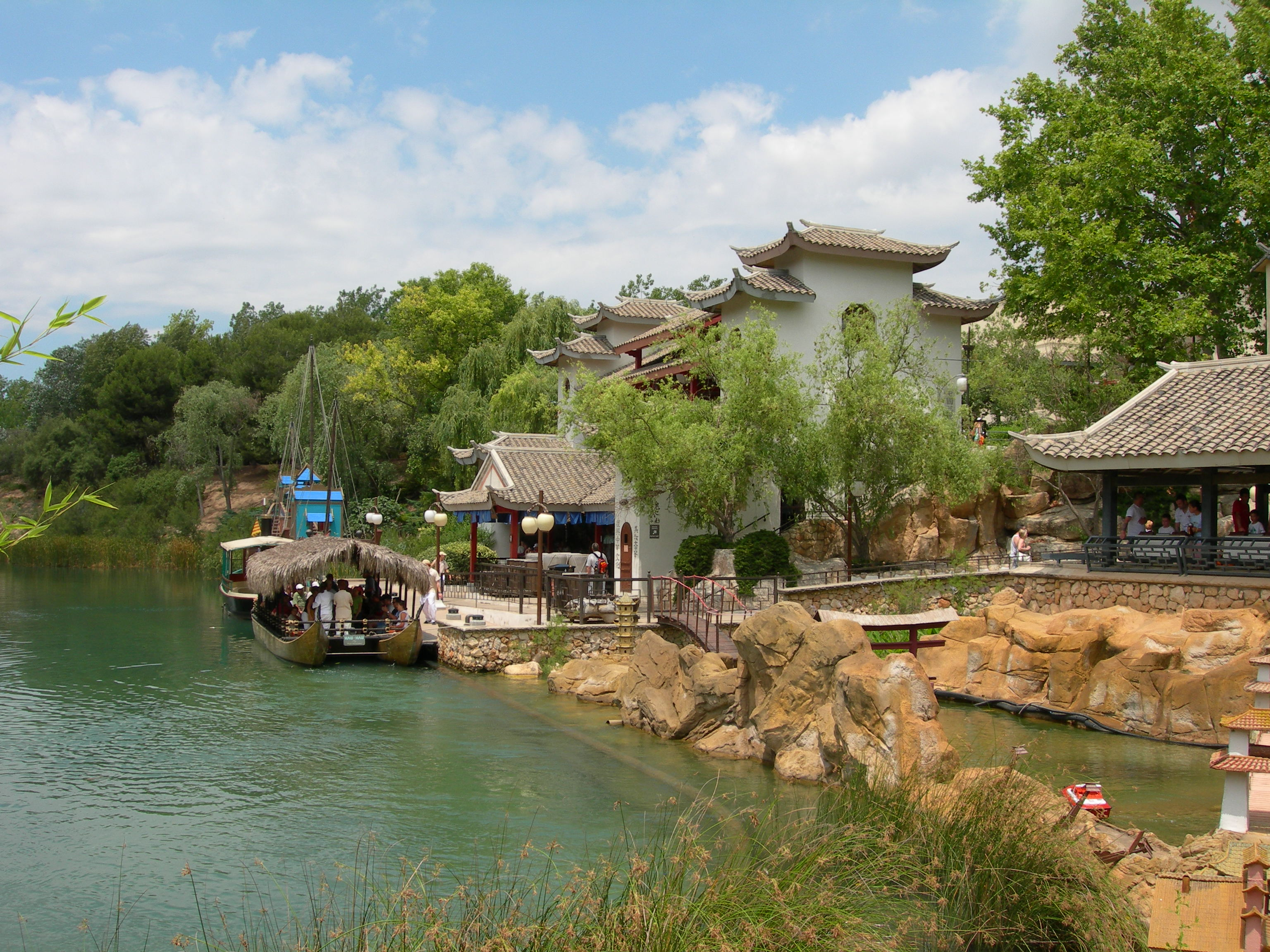
Waitan Port

### Mèxic
A Mèxic la part maia, la més grossa de l'àrea, reprodueix una selva de la península de Yucatán amb escultures i una rèplica del temple de Kukulkan de Chichén Itzá. La part postcolonial està representada amb una hisenda.
- Hurakan Condor: Torre de caiguda lliure de 100 metres d'altura. El descens es fa en 3 segons a una velocitat de 115 km/h.
- El Diablo - Tren de la Mina: Muntanya russa que simula el tren d'una mina d'or. Puja per grans pendents per després baixar per corbes i desnivells a una velocitat màxima de 60 km/h.
- Templo del Fuego: atracció walk-through construïda el 2001. Tematitza un arqueòleg que entra a un temple Maya en cerca d'un tresor. Hi compta amb grans efectes pirotècnics amb sortidors de foc.
- Serpiente Emplumada: Atracció per a joves i adults on diversos mòduls cilíndrics giren sobre el seu propi eix, elevant-se i canviant d'angle respecte el terra, al mateix temps que giren sobre un tòtem central.
- Yucatán: Una serp de grans proporcions gira al voltant d'un tòtem, amb petites pujades i baixades a velocitat mitjana.
- Armadillos: Versió infantil del Yucatán.
- Los Potrillos: Atracció infantil on vehicles que simulen poltres segueixen un recorregut per un campament d'exploradors.
- El Secreto de los Mayas: Laberint de miralls i efectes visuals.

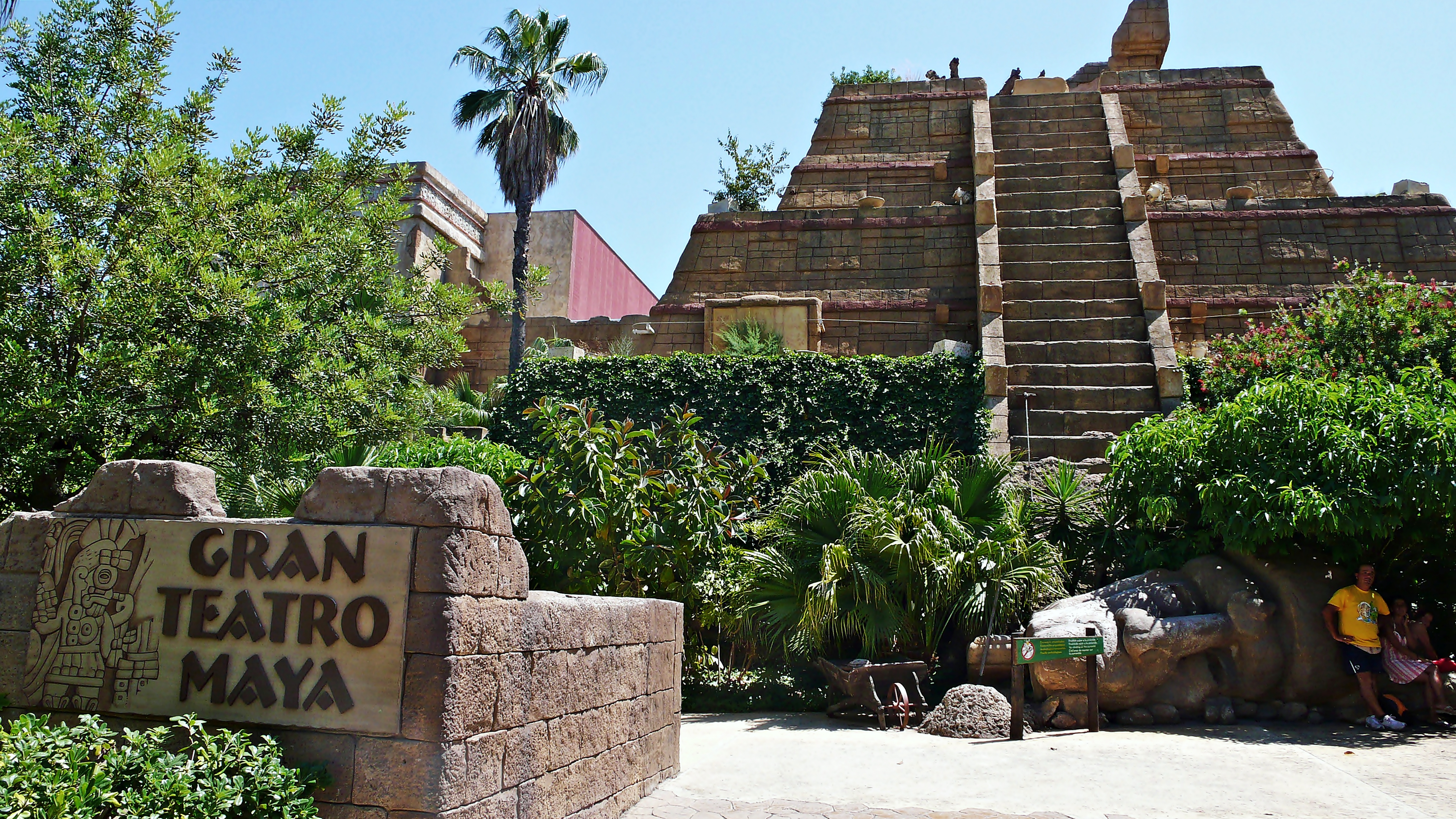
Rèplica del temple de Kukulkan
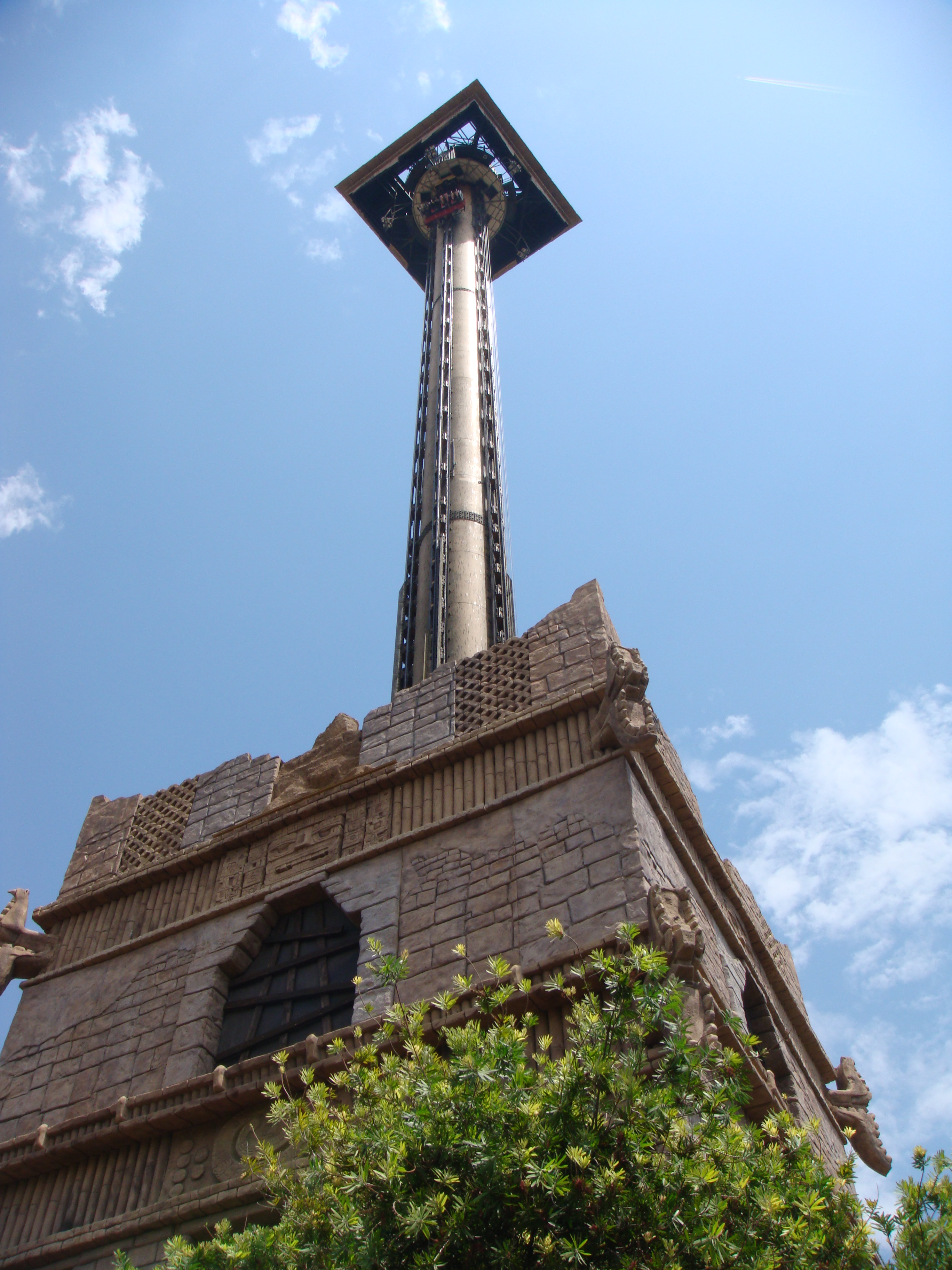
Hurakan Condor
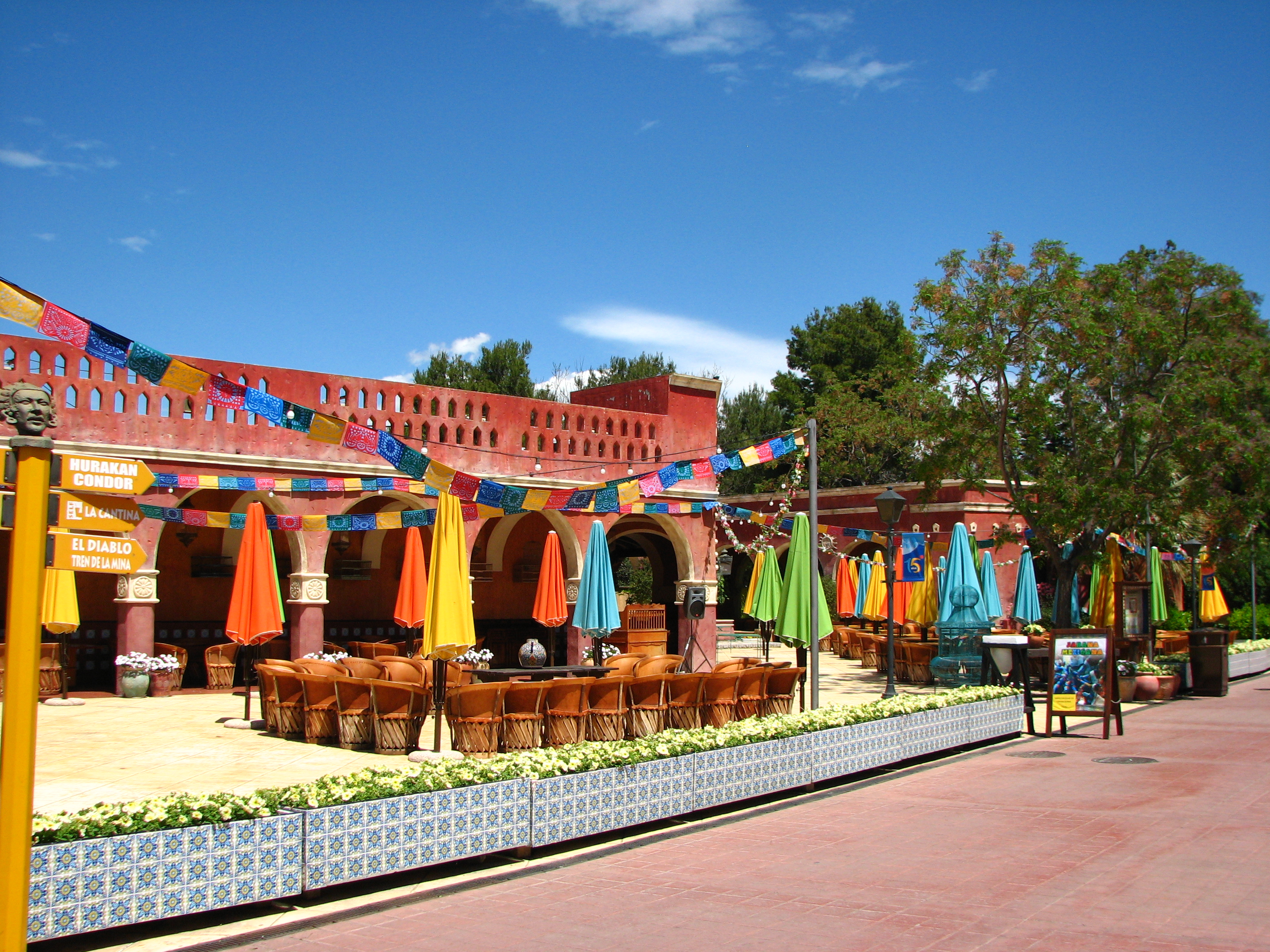
Hisenda colonial

### Far West
El Far West transporta el visitant al poble de Penitence, a l'estat de Texas, el 4 de juliol del 1876, enmig de la celebració del centenari de la independència. També inclou una zona minera amb una reproducció del Gran Canyó. És l'àrea més extensa del parc i amb més atraccions.
- Stampida: Muntanya russa de fusta amb dos trens que recorren el circuit en paral·lel, creuant-se i separant-se a gran velocitat.
- Grand Canyon Rapids: Atracció d'aigua per on barques circulars descendeixen els ràpids del riu Colorado, mullant els passatgers.
- Silver River Flume: Atracció d'aigua on les persones pugen en barquetes que simulen troncs d'una persona per fila. Compta amb nombroses pujades i baixades amb desnivells molt elevats, mullant els passatgers.
- Tomahawk: Versió familiar de la Stampida.
- Uncharted: El Enigma de Penitence: Muntanya russa interior amb efectes especials inspirada en la sèrie de videojocs Uncharted. L'atracció està tematitzada en el món d'Uncharted, una popular sèrie de videojocs, i es troba a l'àrea temàtica del Far West, dins del poble imaginari de Penitence. Aquesta muntanya russa es caracteritza per ser interior amb un recorregut a les fosques que succeeix dintre d'una edifici. Fou inaugurada el 16 de juny de 2023 i ostenta el rècord de ser la primera atracció d'aquest tipus amb una caiguda lateral d'Europa.[19] Fabricada per INTAMIN, va tenir un cost aproximat de 25.000.000€[20] i durant 700 metres de recorregut compta amb cinc llançaments.
- Laberinto BlackSmith: Laberint per a públic infantil, on els passatgers entren en la casa del lladre BlackSmith per a investigar les diverses habitacions i passadissos.
- Penitence Station: Estació de ferrocarril on hi fa parada el tren de vapor que connecta amb la Mediterrània i SésamoAventura.
- Carrousel: Uns cavallets.
- Wild Buffalos: Autos de xoc en què els cotxets simulen búfals.
- Buffalo Rodeo: Similar als Wild Buffalos, però per a públic infantil.
- Crazy Barrels: Uns barrils giren a gran velocitat sobre si mateixos, elevant-se i canviant d'angle.
- Volpaiute: Plataformes amb seients que giren en el sentit contrari al gir de la plataforma principal, mentre aquesta última s'inclina.

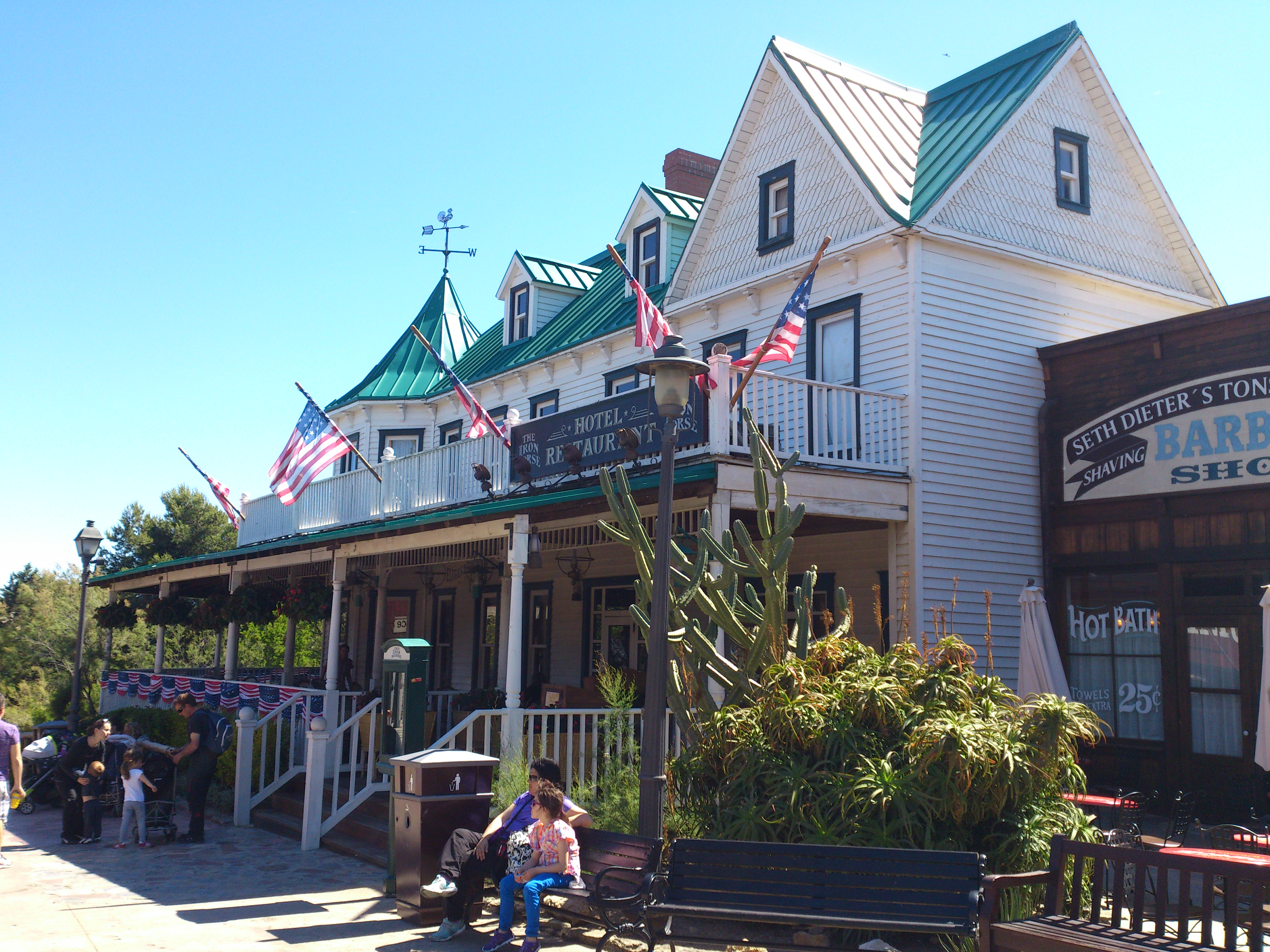
Restaurant a Penitence
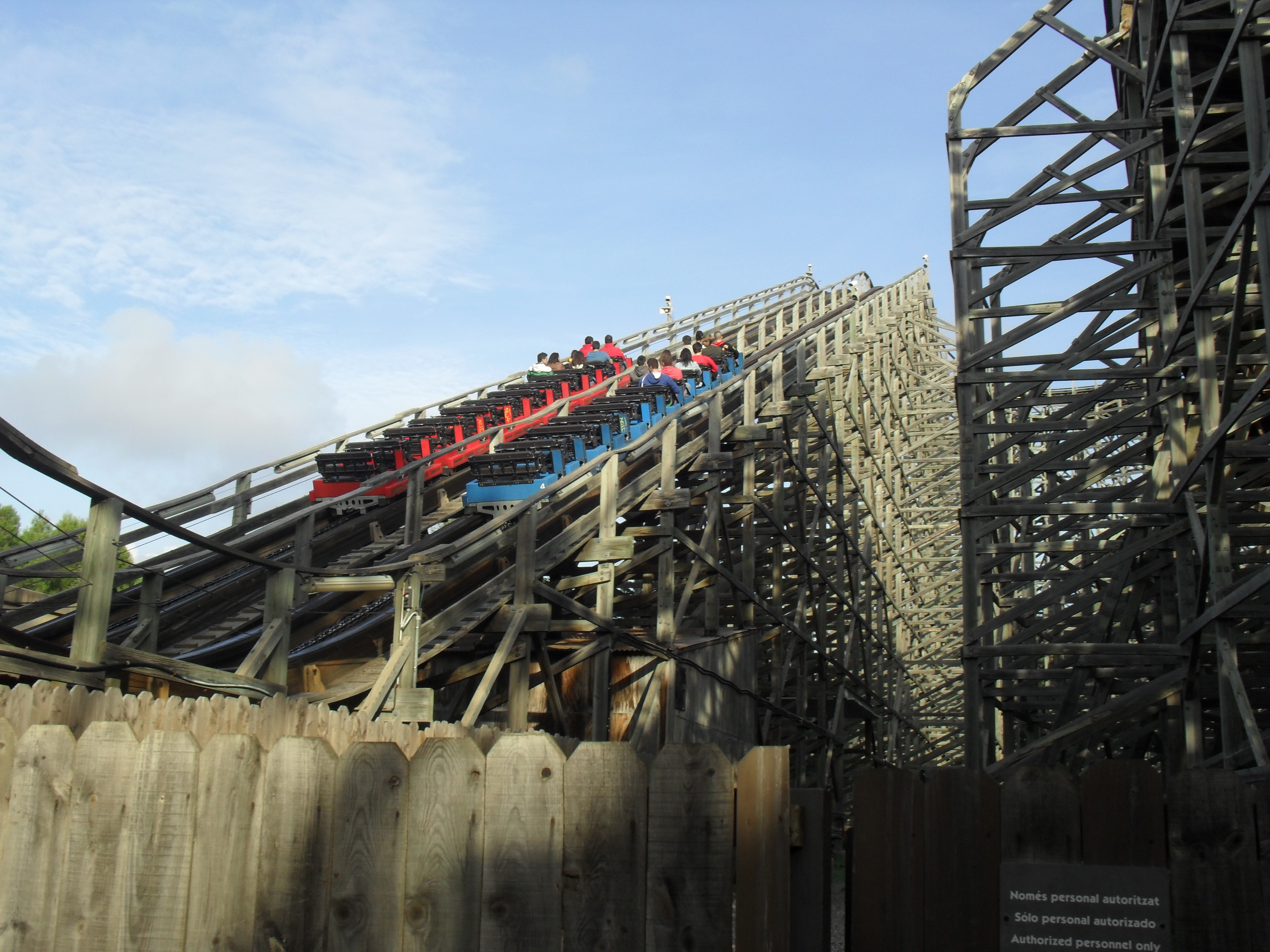
Stampida
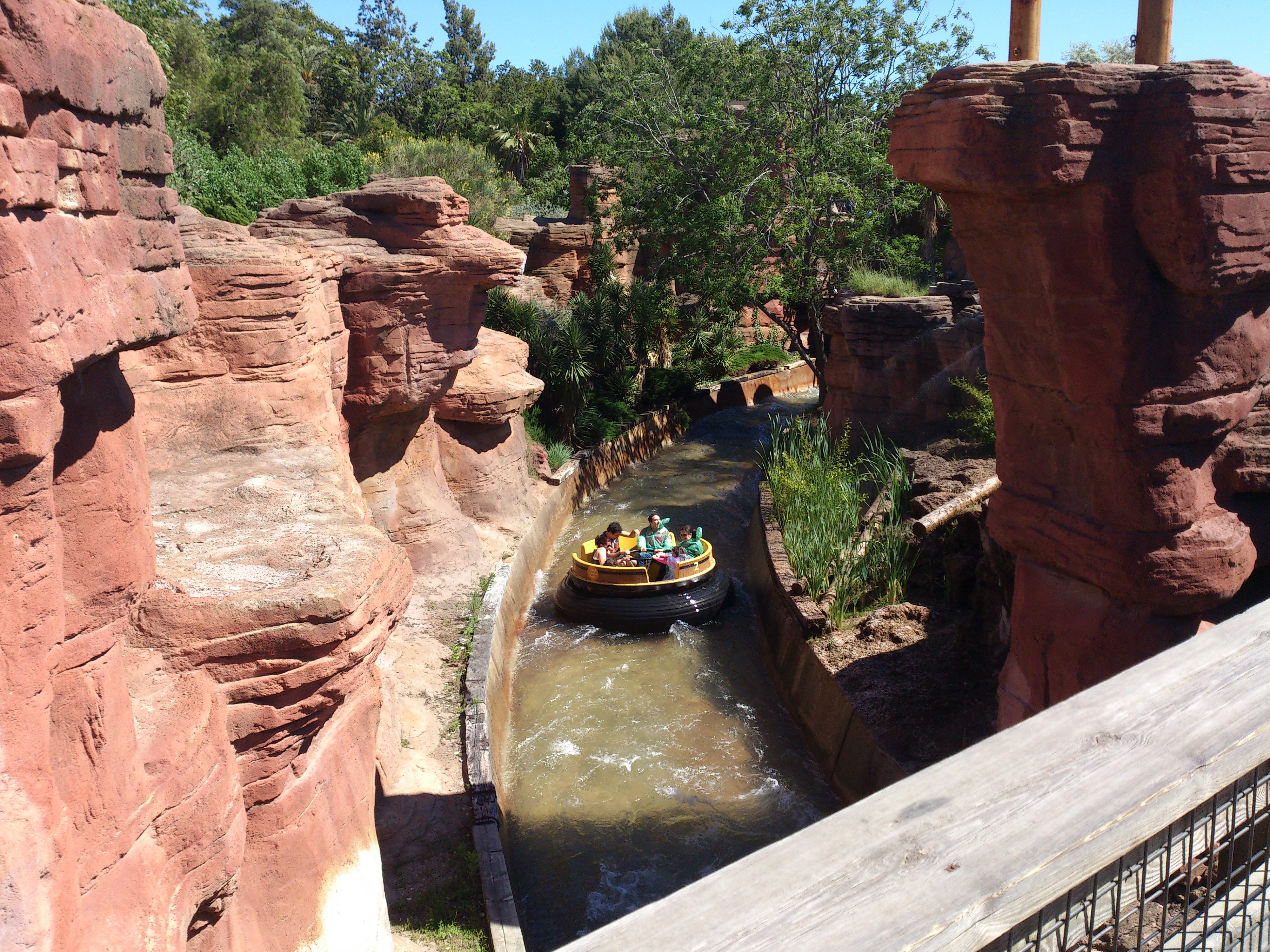
Grand Canyon Rapids

### SésamoAventura

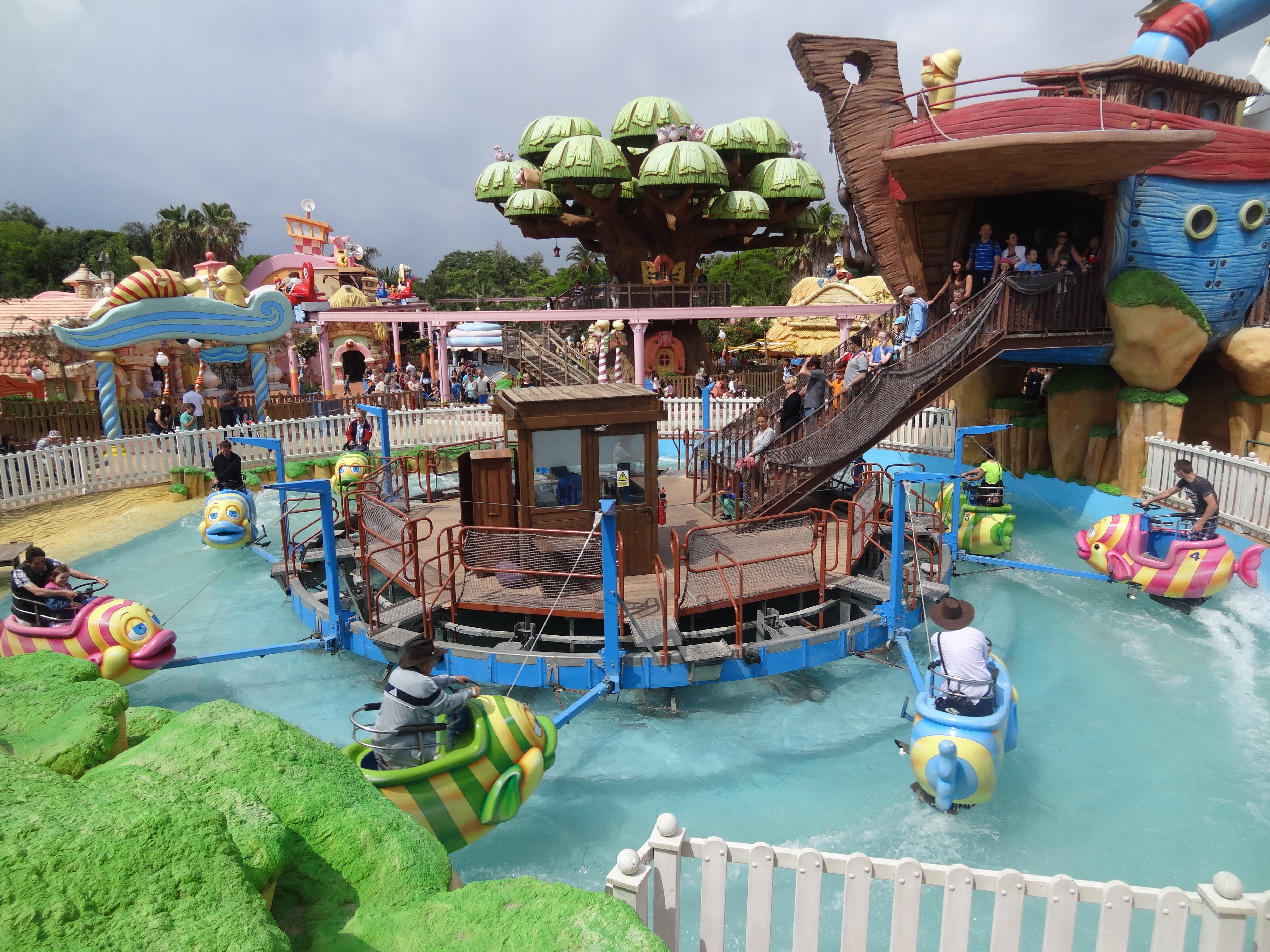
Magic Fish

SésamoAventura es va inaugurar el 2011 construïda parcialment dins de la Polinèsia, de manera que algunes atraccions de la darrera àrea es van conservar. És destinada als nens, amb temàtica de la sèrie Barri Sèsam. Entre les onze atraccions s'hi troben:
- Street Mission: Atracció interior de tipus dark ride amb vídeo mapping i animatrònica.
- Coco Piloto: Un monorail que fa la volta a l'àrea.
- Tami-Tami: Muntanya russa infantil.[a]
- Waikiki: Cavallets amb cadires voladores.[a]
- Magic Fish: Cavallets aquàtics.
- El salto de Blas: Torre de caiguda lliure.
- SésamoAventura Station: Estació de tren que connecta amb el Far West i la Mediterrània.

## Locomotores de tren a PortAventura Park

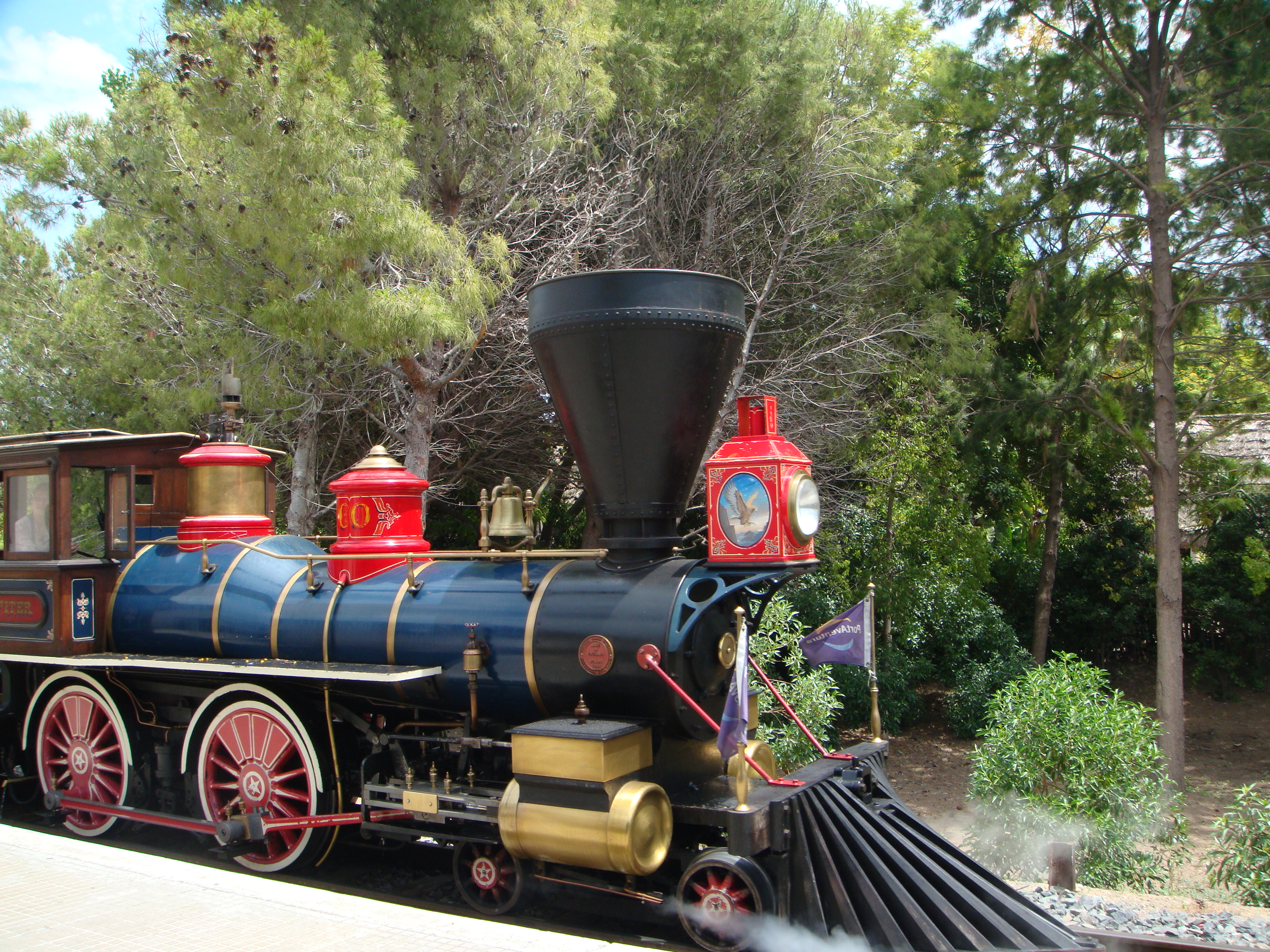
Locomotora 'Jupiter' en una imatge de 2009

La línia de trens entre l’Estació del Nord, Penitence Station, i SésamoAventura Station, en servei des del dia de l’obertura del parc l’1 de maig de 1995, opera amb dues locomotores d’inspiració clàssica. Concretament, són models a escala 75/100 inspirats en les locomotores ‘Jupiter’ i ‘119’ d’Union Pacific, famoses per haver-se trobat a Utah certificant la finalització del primer ferrocarril transcontinental dels Estats Units.
En un inici, les dues locomotores eren de vapor amb cremador de gasoil. L'any 2012 s’encarrega a ‘Mare Ingenieria’ la conversió d’una de les màquines per deixar d’utilitzar el vapor, amb un molt alt consum de gasoil i poca eficiència energètica, i passar a una màquina tipus dièsel-hidràulica. La transformació es va fer mantenint l’estètica, i es va aprofitar el pas pel taller per renovar i restaurar la resta d’elements. El resultat es va considerar positiu, i quatre anys més tard es realitza el mateix procés amb la segona màquina. Tot i haver guanyat en eficiència energètica, s’ha perdut l’efecte del vapor tradicional de les locomotores en les que es van inspirar.

## Atraccions retirades o fora d'ús
- Tifon: atracció tipus ‘Top Spin’ a la zona de la Polinèsia que va estar en funcionament entre l’obertura del parc el 1995 i 1998.[24][25]
- Trono de Pacal: un braç giratori a la zona de Mèxic que oferia bones vistes, va estar en funcionament entre l’obertura del parc el 1995 i 2006.[26][27]
- Fumanchú: Cadiretes voladores a la zona de la Xina, que van estar en funcionament entre l’obertura del parc el 1995 i 2012.[28][29]
- Loco-Loco Tiki: Atracció que en un inici va formar part de l’àrea de la Polinèsia, per incorporar-se el 2010 a SésamAventura. En funcionament entre l’obertura del parc el 1995 i 2017.[30]
- Port de la Drassana (Mediterrània) i Waitan Port (Xina): Barques de transport entre aquestes dues parades. En funcionament entre l’obertura del parc el 1995 i 2019.[31][32][33]
- Sea Odyssey: simulador tipus ‘4D’ a l’àrea de la Polinèsia innaugurat el 2010, amb dues sales amb capacitat per a 80 persones cada una. Després d’uns quants anys va començar a projectar altres films, per després passar a ser retematitzada com a ‘Ice Age: The 4-D Ride’ del 2015 al 1017 i ‘Dino Escape 4D’ del 2017 fins al seu tancament el 2020.[34][35][36]
- Kids & Cars. Escuela de Conducción: Atracció amb cost addicional a la zona de la Xina en funcionament entre el 2012 i el 2022.